# Чемпионат СССР по лыжным гонкам 1945
17-й лично-командный чемпионат СССР по лыжным гонкам проходил в Свердловске с 11 по 18 марта 1945 года.
Соревнования проводились по восьми дисциплинам — гонки на 20 и 50 км, эстафета 4×10 км, бег патрулей 20 км (мужчины), гонки на 10 и 15 км, эстафета 3х5 км и бег санитарных команд 5 км (женщины).

## Победители и призёры

### Мужчины
|                    | Золото                                                                          | Серебро                                                                         | Бронза                                                                       |
| ------------------ | ------------------------------------------------------------------------------- | ------------------------------------------------------------------------------- | ---------------------------------------------------------------------------- |
| Гонка на 20 км     | Смирнов Василий «Динамо» Москва                                                 | Матюшенков Валентин «Динамо» Москва                                             | Чернев Герман «Динамо» Свердловск                                            |
| Гонка на 50 км     | Смирнов Василий «Динамо» Москва                                                 | Борин Анатолий Государственный институт физкультуры Свердловск                  | Нагибин Василий Дом Красной Армии Свердловск                                 |
| Эстафета 4х10 км   | Горьковская область Лепехов Роман Латухин Николай Таланов Борис Орлов Павел     | Свердловская область Борин Анатолий Чернев Герман Нагибин Василий Карпов Андрей | Москва Хрящиков Василий Смирнов Василий Матюшенков Валентин Добрышин Алексей |
| Бег патрулей 20 км | Свердловская область Карпов Андрей Борин Анатолий Нагибин Василий Чернев Герман | Москва Смирнов Василий Иванов Алексей Монжосов Николай Егоров Петр              | Горьковская область Орлов Павел Латухин Николай Лепехов Роман Котов Илья     |

### Женщины
|                            | Золото                                                  | Серебро                                                                    | Бронза                                                                               |
| -------------------------- | ------------------------------------------------------- | -------------------------------------------------------------------------- | ------------------------------------------------------------------------------------ |
| Гонка на 10 км             | Болотова Зоя «Пищевик» Москва                           | Седнева Зинаида «Динамо» Москва                                            | Шмелькова Анастасия «Трактор» Свердловск                                             |
| Гонка на 15 км             | Болотова Зоя «Пищевик» Москва                           | Дубинина Нина «Крылья Советов» Москва                                      | Седнева Зинаида «Динамо» Москва                                                      |
| Эстафета 3х5 км            | Москва Воробьева Екатерина Маркова Неонила Болотова Зоя | Свердловская область Горностаева Людмила Ромашова Анна Шмелькова Анастасия | Горьковская область Батурина(Блаженова) Валентина Шестакова Мария Додонова валентина |
| Бег санитарных команд 5 км | Москва Болотова Зоя Маркова Неонила Зимина Валентина    | Свердловск Шмелькова Анастасия Горностаева Людмила Ромашова Анна           | Ленинград Минина Мария Валентина Максунова Можайская Екатерина                       |